# Orden de la Familia Real de Carlos III
La Orden de la Familia Real de Carlos III es una medalla que el rey Carlos III otorga a las mujeres miembros de la familia real británica. Las que lo reciben usan la medalla en ocasiones formales.
La medalla presenta un retrato de Elizabeth Meek, basado en una fotografía de Hugo Burnand, pintado al óleo sobre polimina. Está sobre una cinta azul pálido. La reina Camila lo usó por primera vez en un banquete de Estado en honor del Emperador de Japón el 25 de junio de 2024. Ella es la única persona que llevó públicamente el honor en junio de 2024.

## Apariencia
La Orden de la Familia Real muestra en el anverso al Rey vistiendo un abrigo ceremonial de Almirante de la Flota de la Marina Real británica con el collar de la Orden de la Jarretera, Cadena Real Victoriana, cinta de la Real Orden Victoriana, insignias de la Orden del Baño y Orden del Mérito y otras medallas de mérito. La miniatura está bordeada de diamantes y coronada por una corona Tudor de diamantes y marco de oro amarillo.  El reverso muestra el monograma del Rey en oro. La cinta de seda aguada es de color azul pálido, tiene forma de lazo y está hecha por Philip Treacy; el color de la cinta se basa en la de Jorge V.
Se lleva prendido al vestido de la destinataria en el hombro izquierdo.

## Lista de destinatarias conocidas
- junio 2024: 
  - La Reina, la esposa del Rey[3]

- diciembre 2024: 
  - La Princesa Real,[4] hermana del Rey
  - La Duquesa de Edimburgo, cuñada del Rey
  - La Duquesa de Gloucester[5], esposa del primo segundo del Rey

- julio 2025: La Princesa de Gales,[6] nuera del Rey